# NGC 1279

NGC 1279

إن جي سي 1279 (بالفرنسية: NGC 1279)‏ التي يرمز لها بالرمز NGC 1279، هي مجرة، في كوكبة حامل رأس الغول.

## الاكتشاف
اكتشفت في 12 ديسمبر 1876، بواسطة جون لويس إميل دراير.